# Paratamboicus nigripalpis
Paratamboicus nigripalpis is een hooiwagen uit de familie Sclerosomatidae.